# Cadel Evans Great Ocean Road Race 2015
Das 1. Cadel Evans Great Ocean Road Race 2015 war ein australisches Straßenradrennen mit Start und Ziel nach 173,9 km in Geelong. Das Eintagesrennen findet zu Ehren des ehemaligen Tour-de-France-Siegers Cadel Evans statt. Es wurde am Sonntag, den 1. Februar 2015, ausgetragen. Es gehörte der UCI Oceania Tour 2015 an und war dort in der Kategorie 1.1 eingestuft.

## Teilnehmende Mannschaften
| UCI WorldTeams BMC Racing Team IAM Cycling Trek Factory Racing                                        | Team Katusha Team Cannondale-Garmin Team Sky    | Etixx-Quick Step Orica GreenEdge              |
| UCI Professional Continental Teams Androni Giocattoli-Sidermec MTN-Qhubeka                            | UnitedHealthcare                                | Drapac Professional Cycling                   |
| UCI Continental Teams African Wildlife Safaris Charter Mason Giant Racing Search2retain-Health.com.au | Avanti Racing Team Data #3 Symantec Racing Team | Team Budget Forklifts Navitas Satalyst Racing |
| Nationalmannschaften Australien                                                                       |                                                 |                                               |

## Rennergebnis
| #      | Fahrer            | Team                   | Zeit       |
| ------ | ----------------- | ---------------------- | ---------- |
| Sieger | Gianni Meersman   | Etixx-Quick Step       | 4h 15' 22" |
| 2.     | Simon Clarke      | Orica GreenEdge        | gl. Zeit   |
| 3.     | Nathan Haas       | Team Cannondale-Garmin | gl. Zeit   |
| 4.     | Luke Rowe         | Team Sky               | gl. Zeit   |
| 5.     | Cadel Evans       | BMC Racing Team        | gl. Zeit   |
| 6.     | Giampaolo Caruso  | Team Katusha           | gl. Zeit   |
| 7.     | Moreno Moser      | Team Cannondale-Garmin | gl. Zeit   |
| 8.     | Danilo Wyss       | IAM Cycling            | gl. Zeit   |
| 9.     | Peter Kennaugh    | Team Sky               | +0' 07"    |
| 10.    | Heinrich Haussler | IAM Cycling            | +0' 09"    |